# Петруро Ирпино (Авелино)
Петруро Ирпино (итал. Petruro Irpino) је насеље у Италији у округу Авелино, региону Кампанија.
Према процени из 2011. у насељу је живело 247 становника. Насеље се налази на надморској висини од 491 м.

## Становништво
Према резултатима пописа становништва 2011. у општини је живело 341 становника.
| 1931. | 1936. | 1951. | 1961. | 1971. | 1981. | 1991. | 2001. | 2011. |
| ----- | ----- | ----- | ----- | ----- | ----- | ----- | ----- | ----- |
| 711   | 751   | 756   | 700   | 631   | 554   | 491   | 400   | 341   |